# Płytka strefowa

Binarna płytka strefowa

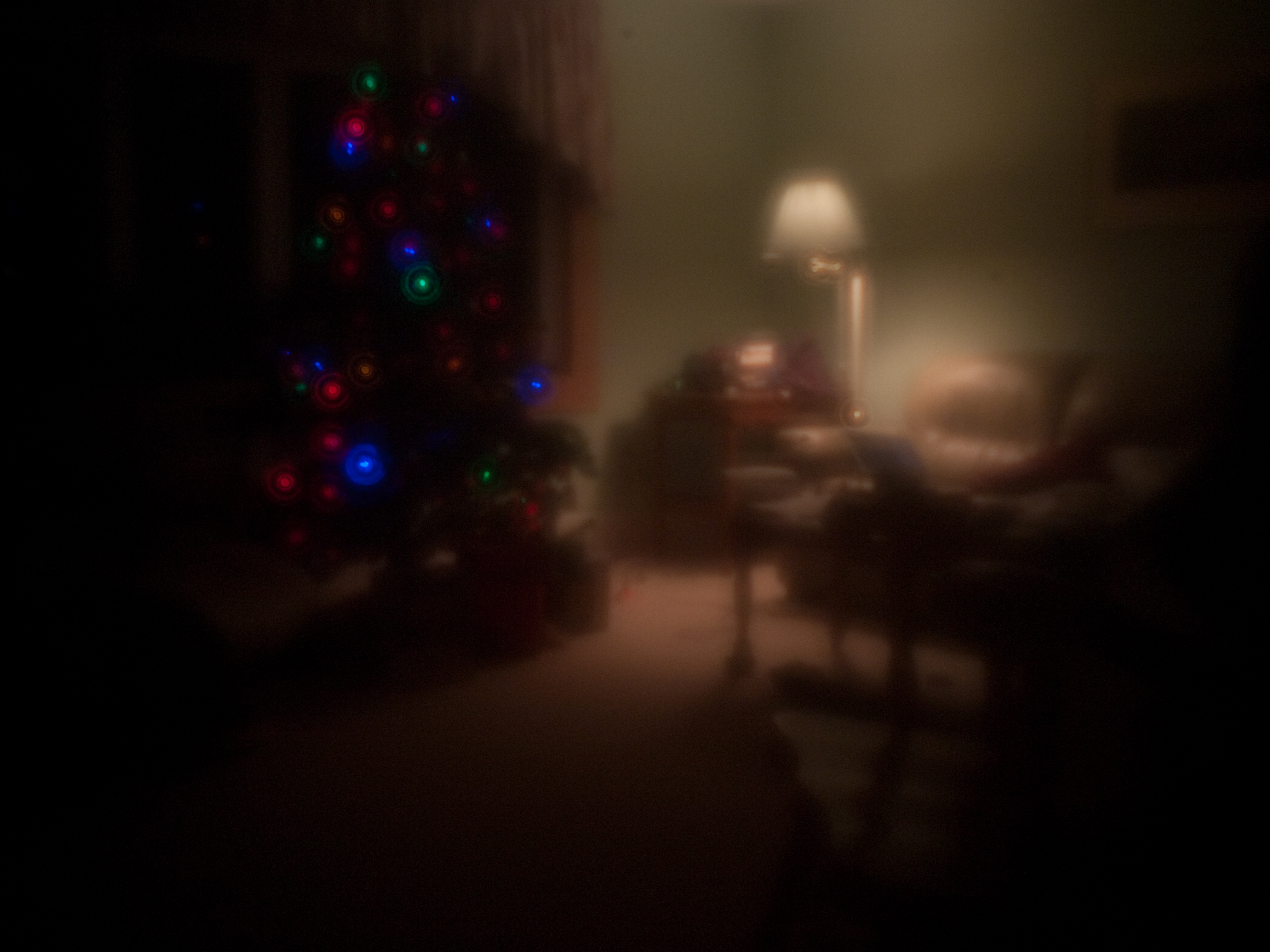
Zdjęcie wykonane z użyciem płytki strefowej

Płytka strefowa (płytka strefowa Fresnela) – urządzenie służące do skupiania światła wykorzystując zjawisko dyfrakcji. Światło skupiają również soczewki czy zwierciadła, jednak wykorzystują one odpowiednio zjawiska załamania i odbicia.
Składa się z naniesionych na przezroczystym materiale naprzemiennych przezroczystych i nieprzezroczystych pierścieni, które odpowiadają kolejnym strefom Fresnela.
Mylona z soczewką Fresnela.

## Projektowanie płytki
Promienie okręgów oddzielających kolejne strefy to
{\displaystyle r_{n}={\sqrt {n\lambda f+{\frac {n^{2}\lambda ^{2}}{4}}}},}
gdzie {\displaystyle n} jest liczbą naturalną, {\displaystyle \lambda } jest długością fali, a {\displaystyle f} ogniskową. Jeśli promień płytki strefowej jest dużo mniejszy od ogniskowej, wzór można przybliżyć przez
{\displaystyle r_{n}\simeq {\sqrt {nf\lambda }}.}
Z powyższego wzoru wynika, że powierzchnia wszystkich pierścieni (zarówno jasnych, jak i ciemnych) jest taka sama.

## Zasada działania
Do obrazu docierają fale o różnych fazach, interferując ze sobą. Jednym ze sposobów wzmocnienia natężenia w ognisku jest wycięcie tych przyczynków, które prowadzą do interferencji destruktywnej (kasowania się nawzajem amplitud). Zwykle dokonuje się tego przez zaczernienie tych miejsc na płycie, które dają w ognisku fazę przeciwną do fazy fali przechodzącej przez sam środek płytki.